# Lomographa griseata
Lomographa griseata là một loài bướm đêm trong họ Geometridae.